# Kristin Lysdahl
Kristin Anna Lysdahl, född 29 juni 1996, är en norsk utförsåkare som representerar Bærums Skiklub.
Hon tävlar i teknikgrenarna och tillhör det norska världscuplandslaget.
Hon blev norsk mästare i kombination 2017.
Hennes främsta världscupresultat är åttondeplatsen i storslalom i Sölden i oktober 2017.
Hon debuterade i världscupen i österrikiska Semmering december 2016.